# Gov’t Mule
Gov’t Mule (произносится «'gʌv(ə)nmənt mjuːl»)— американская блюз-рок-группа, образованная в 1994 году в качестве сайд-проекта участниками The Allman Brothers Band Уорреном Эйнсом и Алленом Вуди.

## История
Группа основана Уорреном Эйнсом (Warren Haynes) («гитара, вокал) и Алленом Вуди (Allen Woody) (бас-гитара), которые знакомы любителям музыки ещё с 1989 года, когда они присоединились к The Allman Brothers Band». Место ударника в Mule занял Мэтт Эбтс (Matt Abts). В звучании нового проекта явно слышалось влияние Allman Brothers, хотя многие критики проводят параллели с Cream и Led Zeppelin.
В 1995 году группа выпускает дебютный одноимённый альбом, а в следующем 1996 — концертник Live at Roseland Ballroom. Далее последовали студийный альбом «Dose» и двойной концертный «Live with a little help from our friends» (оба датированы 1998 годом). Группа активно выступает, их «живые» версии песен отличаются длинными импровизационными соло (некоторые номера длятся более 20 минут). В 2000 году выходит новая студийная пластинка, «Life before insanity», ставшая последней для одного из основателей группы — 26 августа 2000 года бас-гитарист Аллен Вуди найден мёртвым в номере гостиницы в Нью-Йорке.
Несмотря на серьёзную потерю, Эйнс и Эбтс решили не менять название проекта и приступить к записи нового альбома, тем более, что материал для него уже был накоплен. Таким образом появился первый альбом, посвящённый Вуди — «The deep end, Vol.1» (2001). Он примечателен большим количеством приглашённых музыкантов (в первую очередь, басистов), в их числе Джек Брюс, Ларри Грэм, Фли, Роджер Гловер и другие. В 2002 выходит «The deep end, Vol.2». На этот раз в числе гостей оказались Джейсон Ньюстед, Лес Клэйпол, Билли Кокс и другие не менее известные исполнители. Несмотря ни на что, стиль «Gov’t mule» остался узнаваемым, хотя и претерпел некоторые изменения.
В 2003 группа издаёт ещё один концертник — «Deepest end» (Доступный также в виде DVD), а затем, взяв в качестве постоянных участников Данни Льюиса (Danny Louis) на клавишных и Энди Хиза (Andy Hess) на бас-гитаре, записывает новую студийную работу — Deja Voodoo (2004). Через два года выходит в свет ещё один альбом — High & Mighty, а за ним — Mighty High, альбом даб-миксов песен Mule, записанный с участием Вилли Вильямса (Willi Williams), Майкла Фрэнти (Michael Franti), Тутса Хибберта (Toots Hibbert) и других известных даб-музыкантов.

## Дискография

### Студийные альбомы
- 1995 — Gov’t Mule
- 1998 — Dose
- 2000 — Life Before Insanity
- 2001 — Deep End vol.1
- 2002 — Deep End vol.2
- 2004 — Deja Voodoo
- 2006 — High & Mighty
- 2007 — Mighty High
- 2009 — By a Thread
- 2013 — Shout!
- 2014 — Dark Side Of The Mule[1]
- 2017 — Revolution come…Revolution go
- 2023 — Реасе…Likе а Rivеr

### Концертные альбомы
- 1996 — Live at Roseland Ballroom
- 1998 — Live… With a Little Help from Our Friends
- 1999 — Live… With a Little Help from Our Friends, volume 2
- 2003 — Deepest End
- 2006 — Mule on Easy Street
- 2008 — Holy Haunted House
- 2010 — Mulennium
- 2012 — The Georgia Bootleg Box